# (13639) 1996 EG2
1996 إي جي 2 (ويعرف أيضًا باسم (13639) 1996 إي جي 2 وفق تسمية الكوكب الصغير) (بالإنجليزية: 1996 EG2)‏ هو كويكب ضمن حزام الكويكبات؛ وترتيبه 13639 من حيث الاكتشاف.
اكتُشف هذا الجُرم الفلكي بواسطة هيروشي كانيدا في 10 مارس 1996.

## وصلات خارجية
- (13639) 1996 EG2 في قاعدة بيانات مختبر الدفع النفاث لأجرام النظام الشمسي الصغيرة

- الاكتشاف · مخطط المدار ·  العناصر المدارية · المعلمات المادية

- (13639) 1996 EG2 على موقع ويكي سكاي: DSS2, SDSS, GALEX, IRAS, Hydrogen α, X-Ray, Astrophoto, Sky Map, Articles and images